# Голубянка коридоний
Голубянка коридоний (лат. Polyommatus (Lysandra) corydonius) — дневная бабочка из семейства голубянок.

## Этимология названия
Corydonius (латинский) — коридоний; название указывает на сходство с широко распространенным близким видом Polyommatus coridon.

## Описание

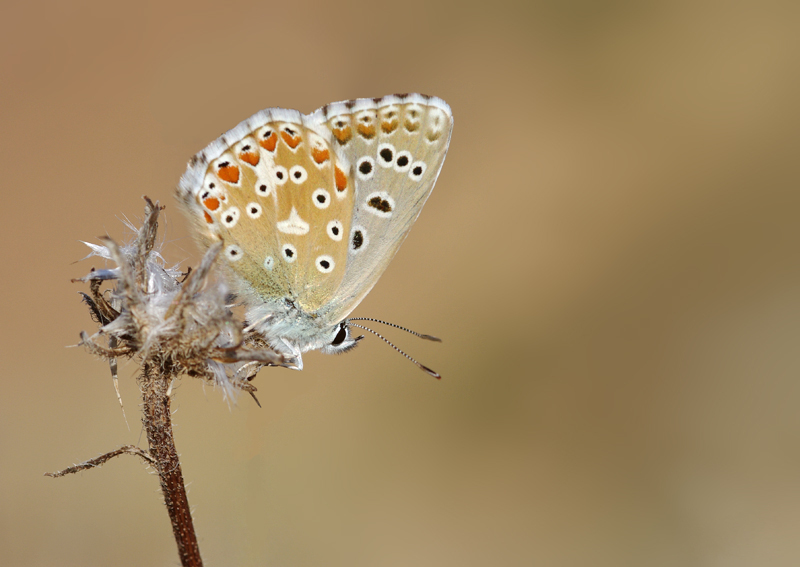
Нижняя сторона крыльев

## Ареал
Предкавказье (на север до города Ставрополя), северные склоны Большого Кавказа, Северный Кавказ, южные склоны Большого Кавказа, Закавказье, Северный Иран, Турция, Восточный Крым и южные области Украины.
Подвид Lysandra corydonius melamarina (Dantchenko, 2000) по мнению ряда авторов может обитать на Керченском полуострове Крыма. Некоторые исследователи рассматривают бабочек этого таксона с Восточного Крыма, Одесской области Украины, как реликтовые популяции широко распространенного в прошлом вида. Известны редкие находки самцов (возможно, залетных экземпляров, принадлежащих к этому подвиду) в Восточном Крыму, в Луганской и Одесской областях. Скорей всего имеет место ошибка идентификации — гибриды Lysandra bellargus х coridon выглядят очень похоже. Однако, вид обитает на Кавказе, что не исключает залет отдельных особей.
Встречается на южных экспозициях гор и холмов, на цветущих травянистых участках, на небольших мергелевых террасах по южным склонам, на ксерофитных, каменистых лугах, на каменисто-щебнистых участках аридных склонов, сухих субальпийских лугах на высоте до 2000 м над ур. м., известняковых обнажениях по склонам, в аридных редколесьях в приморской зоне, садах. В горах встречается на каменистых лугах и полянах в горных лесах. В горах поднимается на высоты до 2200 м над ур. м. На Кавказе населяет степные и луговые горные склоны с кустарниками и редколесьями.

## Биология
За год развивается в одном поколение. Время лёта бабочек с середины июля по сентябрь. В горах Кавказа зависимости от высоты, бабочки летают с середины июня до конца сентября-начала октября. Бабочки охотно питаются нектаром цветков различных растений, особенно бобовых. Самцы иногда образуют скопления по берегам луж и ручьёв. Самка откладывает яйца поштучно на листья и стебли вязеля (Coronilla varia) — кормового растения гусениц. Яйцо диаметром около 1 мм, дисковидное, бледно-голубовато-зеленоватого цвета. Спустя 10 дней, перед вылуплением гусеницы, яйцо белеет. Гусеницы старших возрастов ярко-зеленые, с двумя ярко-желтыми полосами вдоль спины. На последнем возрасте около половины гусениц приобретает охристую окраску. Мирмекофил — во время развития гусеницы опекаются муравьями. Часто гусеницы, живущие на одном растении, собираются в группы. Куколка длиной 10-12 мм, зеленовато-охристого цвета, блестящая. Стадия куколки длится от 14 до 20-25 дней.